# 피혁

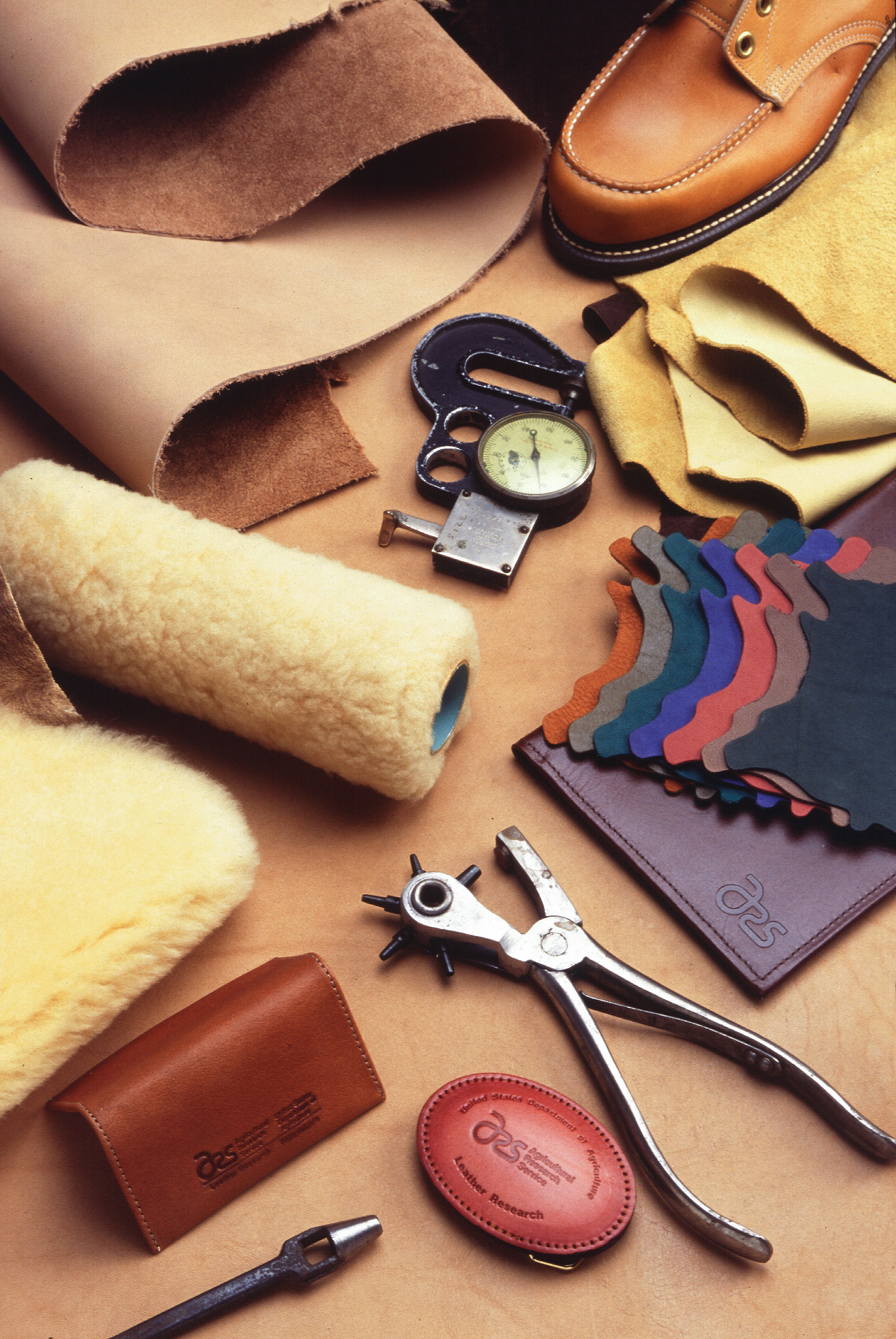
제품을 가공하기 직전의 가죽과 대표적인 공구

피혁(皮革, 영어: leather)은 동물의 피부를 벗겨낸 가죽을 가공한 소재다.
20세기 이후에는 인공적으로 만들어진 인공 가죽(합성 가죽)이 있기 때문에, 이것을 포함해 이렇게 부르는 경우가 있다. 그래서, 동물의 피부가 아닌 것과 인공 피혁과 구별하기 위해, 천연 가죽이라고 하는 경우도 있다. 가죽 중에서도, 원래 나 있던 체모까지 이용하는 것은 모피라고 한다.

## 원피와 피혁
피혁은 예부터 몸을 감싸는 의료(衣料)로서, 또는 술·물 등을 저장하는 용기로서 사용되었으며, 오늘날에도 아직 그 특색 있는 성질 및 풍격(風格)으로 의료, 기타 여러 방면에 널리 사용되고 있다. 동물의 가죽은 살아 있는 채로는 부패하거나 굳어서 실용할 수가 없다. 그 때문에 무두질을 하여 수분을 막아 부패를 방지하고, 또 부드럽고 내구성(耐久性)이 있는 것으로 가공해 낸다. 이것이 이른바 무두질한 원피, 즉 피혁이다. 피혁의 원료로서는 소·말·산양·면양·돼지·뱀·악어 등이 이용되고 있다. 원피를 무두질하는 방법은, 처음에 준비공정으로서 생피(生皮)를 석회유액(石灰乳液)에 담그고, 털·표피 등을 제거한 다음 산성용액에 담가 석회를 중화한다. 다음에 탄닌제를 써서 무두질한다. 탄닌을 원피의 성분인 단백질(collagen)과 결합시켜서 가죽의 성질을 변화시킨다(탄닌제혁：vegetable tanning). 탄닌 대신에 중크롬산칼륨을 써서 무두질하는 방법도 있는데, 이것을 크롬 제혁(chrome tanning)이라고 한다. 일반적으로 두껍고 단단한 가죽은 탄닌제혁으로, 얇고 부드러운 가죽은 크롬 제혁으로 하고 있다. 탄닌 제혁으로 처리(處理)한 피혁은 적갈색을, 크롬제혁으로 처리한 피혁은 녹색을 띠는 경향이 있으며, 용도에 따라 여러 가지로 착색하여 사용하고 있다.

## 피혁의 조직구조
가죽이라고 하면 먼저 튼튼한 것이라고 하는 인상이 떠오르는데, 이 밖에도 피혁에는 통기성·내수성이 풍부한 장점이 있다. 이와 같은 성질은 피혁의 조직구조에 원인이 있다. 단백질과 동일한 결합으로 되어 있는 폴리아미드수지로 만든 필름에서도 피혁과 같은 성질은 도저히 얻어지지 않는다. 피혁의 조직은 필름처럼 균일한 것이 아니기 때문이다. 가죽은 표피·진피·내피의 3층으로 되어 있다. 이들 중 진피가 피혁으로 되는 주요 부분인데, 이부분은 아주 치밀한 섬유조직으로 이루어져 있다. 내피는 굵고 거친 섬유가 얽혀져 있다. 그리고 표피는 매우 치밀한 조직으로, 진피의 표면을 덮고 있다. 이와 같은 다중구조가 부드러우면서도 기계적 강도가 크고, 또한 통기성이 있으면서도 물을 잘 통과시키지 않는다는 성질을 가지게 한다(〔그림〕－1).
동물에서 가죽을 얻는 데는 동물의 수에도 한정이 있고, 사육하는 데에도 많은 손이 가게 된다. 그러므로 천연피혁과 같이 부드럽고 튼튼하며 통기성을 갖춘 것을 인공적으로 만들려고 오래전부터 노력해 왔다. 보통 사용되고 있는 천의 표면에다가 질화면(窒化綿) 래커를 바르고, 그 면을 틀로 누르기만 한 '의혁(擬革)'을 비롯하여, 종이를 몇 겹 포개어서 강하게 압착시킨 '견지(堅紙)'와 같은 것도 있다. 플라스틱공업이 발달함에 따라 폴리염화비닐과 같은 필름을 표면가공하여 피혁과 같은 촉감을 가지도록 하는 등의 시도도 성공되어, 오늘날 핸드백·가방 등에 이용되고 있다. 그러나 이들은 천연피혁에 비해 그 질에 있어서 훨씬 미흡한 것이다. 그 질을 천연피혁에 가깝게 하려면 합성고분자로 만든 필름을 불균일한 다중구조로 할 필요가 있다. 예를 들면 강도를 가지게 하기 위하여 천으로 뒤를 받치고, 부드럽게 하기 위하여 폼시트를 사용한다. 그러나 이러한 과정으로 가죽의 촉감이나 기계적 강도는 얻을 수 있어도 피혁과 같은 통기성이나 투습성(透濕性)은 얻을 수가 없다. 현재 합성피혁으로서 시판되고 있는 제품은 이상과 같은 문제점을 개량한 폴리에스테르나 폴리아미드계의 천 또는 부직포 외에 폴리우레탄과 같은 플라스틱인데, 이들은 특히 통기성을 지니도록 가공하고, 또한 그 표면에 피혁 모양의 무늬를 붙인 재료를 덮어 씌운 것들이다.

## 같이 보기
- 인조 피혁
- 비건 패션(vegan fashion)

## 참고 문헌
- 이 문서에는 다음커뮤니케이션(현 카카오)에서 GFDL 또는 CC-SA 라이선스로 배포한 글로벌 세계대백과사전의 내용을 기초로 작성된 글이 포함되어 있습니다.